# گذرگاهی به هند (فیلم)
گذرگاهی به هند (انگلیسی: A Passage to India) فیلمی به کارگردانی دیوید لین است که در سال ۱۹۸۴ منتشر شد.

## بازیگران
- جودی دیویس
- پگی اشکرافت
- جیمز فاکس
- الک گینس
- ریچارد ویلسون
- ارت مالک
- روشن ست
- نایجل هیورز
- آن فیربنک
- پیتر هیوز
- پاتریک هاینس